# Meneu
Meneu (em grego:  Μενεού) é uma cidade localizada no distrito de Lárnaca, Chipre. De acordo com o censo de 2011, sua população era de 1,196 habitantes.